# ناحیه وسپرم
ناحیهٔ وسپرم (به مجاری:  Veszprémi járás) یک ناحیه در مجارستان است که در شهرستان وسپرم واقع شده‌است. ناحیهٔ وسپرم ۶۲۹٫۶۱ کیلومتر مربع مساحت و ۸۳٬۲۸۸ نفر جمعیت دارد.